# 陳烈 (嘉靖進士)
陳烈（1533年—？），字思紹，福建建寧府建安縣人，民籍，明朝政治人物。

## 生平
嘉靖三十四年（1555年）乙卯科福建鄉試第十四名舉人。嘉靖四十一年（1562年）中式壬戌科會試第二百十五名，三甲第二十三名進士。授紹興府推官，四十四年十一月选授南京四川道試監察御史，出为處州府知府，萬曆元年（1573年）正月升廣東監軍副使，擒斩惠潮剧盗蓝一清、朱良寶等，以親老乞歸。

## 家族
曾祖陳鈞，訓導；祖父陳湞；父陳楠，歲貢生。母葉氏。具庆下。